# 황찬섭
황찬섭(1997년 1월 11일 ~)은 대한민국의 씨름 선수다.

## 방송
- 태백에서 금강까지 - 씨름의 희열 (2019)
- 피지컬: 100 시즌 2 - 언더그라운드 (2024) - Top100